# Vadászat és gyűjtögetés
A vadászat és gyűjtögetés az állatvilágból kiemelkedő, ősközösségben élő ember ősi életformája, a primitív társadalmak „gazdasági rendszere”, létalapja. Ezen embercsoportok, az úgynevezett hordák tagjai élelmüket ehető növények gyűjtögetésével és vadállatok, madarak és halak elejtésével szerezték meg, nagyon hasonlóan ahhoz, ahogy a mindenevő állatok is teszik. A vadászó-gyűjtögető társadalmak nem folytathattak letelepedett életmódot, mert egy-egy helyszín csak kivételes esetben biztosíthatott számukra megélhetést hosszabb ideig. A vadászat és gyűjtögetés az emberi történelemben a népsűrűség növekedésével, a rendelkezésre álló források elégtelenné válásával kényszerűen szorult vissza; az érintett területeken megindult a mezőgazdaság kifejlődése. Az erre alkalmas területeken, a természeti népek körében, számos helyen még ma is létezik.

## Története

A vadászat és gyűjtögetés elterjedtsége 4000 évvel ezelőtt (sárgával jelölve)

A vadászat és gyűjtögetés elterjedtsége különböző korokban

A vadászat és gyűjtögetés alkothatta a létalapját már az emberré váló útján járó Homo erectus létfenntartásának is 1,8 millió évvel ezelőtt, majd a Homo sapiensnek is a megjelenésétől kezdve, az eddigi történelmének 90%-án át. A vadászó-gyűjtögető embercsoportok néhány családból, néhány tucat emberből álló hordákban éltek, tevékenykedtek és vándoroltak. A létfenntartásnak ez a – jégkorszakokon is átívelő, a trópusoktól a tundrákig, majd az északi-sarkvidékig megjelenő – formája fennmaradt egészen a középső kőkorszak végéig. A népsűrűség növekedésével mintegy 10 000 évvel ezelőtt váltotta azt fel uralkodó gazdálkodási formaként a neolitikus forradalom idején elterjedő földművelés. Ahol a források bőségesek voltak az adott életmód mellett a létfenntartáshoz, ott nem következett be érdemleges fejlődés.
Karl Marx álláspontja szerint:
a túlságosan tékozló természet az embert úgy vezeti kezénél fogva, mint a gyermeket a járószalag. Az ilyen természet az ember saját fejlődését nem teszi szükségszerűséggé. A tőke szülőhazája nem a trópusi éghajlat túlburjánzó növényzetével, hanem a mérsékelt égöv.

## Jellegzetességei

### A zsákmányolás fajtái
A vadászó-gyűjtögető gazdálkodás alapvető jellegzetessége az adott természeti erőforrásokhoz való alkalmazkodás, ezért rendkívül sokféle lehet és beleértendő a kezdetleges eszközökkel folytatott halfogás rengeteg változata is. A korai paleolitikumban az emberré válás folyamata a kelet-afrikai erdős szavannákon zajlott. Lewis Binford kutatásai szerint az ehető növények, magok, gyümölcsök gyűjtögetése mellett még nem a vadászat, hanem inkább a más ragadozók által elejtett vagy elhullott állatok tetemének „hasznosítása” volt a jellemző.
A vadászatnak egy sajátos, a szanok (busmanok) által a modern időkben is gyakorolt fajtája a agyonhajszolás (angolul persistance hunting, németül Hetzjagd), amikor a vadászok a náluk rövid távon sokkal gyorsabb vadat folyamatos, sok órán át tartó üldözéssel kimerítik, amíg az nem menekül tovább és a magukkal vitt könnyű lándzsával elejthető.

### Vándorlás vagy letelepedés
A vadászó-gyűjtögető népesség túlnyomórészt vándorló életmódot folytatott, csak ideiglenes, könnyen felállítható lakóhelyeket létesített. Néhány fontos kivételt jelentenek azok a kultúrák, amelyek az adott helyszínre jellemző zsákmánybőség, elsősorban a halászat lehetőségei miatt letelepedtek. Ilyen volt Lepenski Vir kultúrája a Vaskapu-szorosban a mezolitikum idején, vagy az Oszipovka-kultúra az Amur alsó folyása mentén a korai neolitikumban, vagy a csumasok dél-kaliforniai indián törzse a prekolumbiánus korszakban, ami becslések szerint elérhette a 21,6 fő/km²-es népsűrűséget, elsősorban a tengerpart gazdag kagylókínálatának kiaknázásával. Az úgynevezett erdei kertészet módszere, amikor a trópusi erdőkben a hasznos gyümölcsöket hordozó fákat ápolták, a nem kívánatosakat pedig kivágták, ugyancsak helyben biztosíthatta a megélhetést, de ez már a tudatos növénytermesztés irányába mutatott.

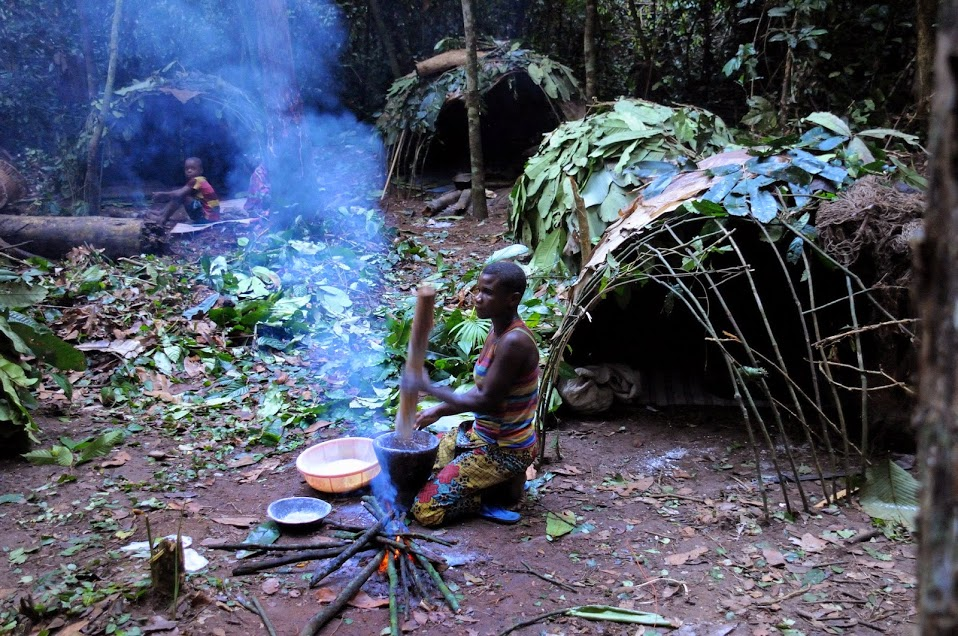
Pigmeus vadász-gyűjtögetők a Kongó medencéjében 2014 augusztusában
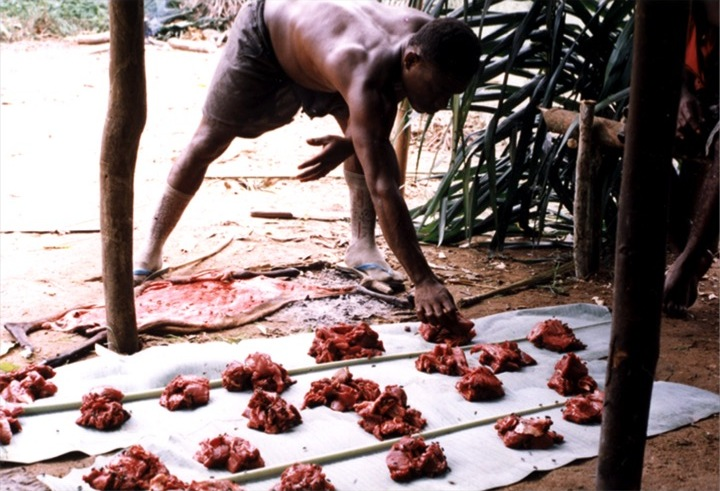
Egy törzsi vadász elosztja a zsákmányt a család számára
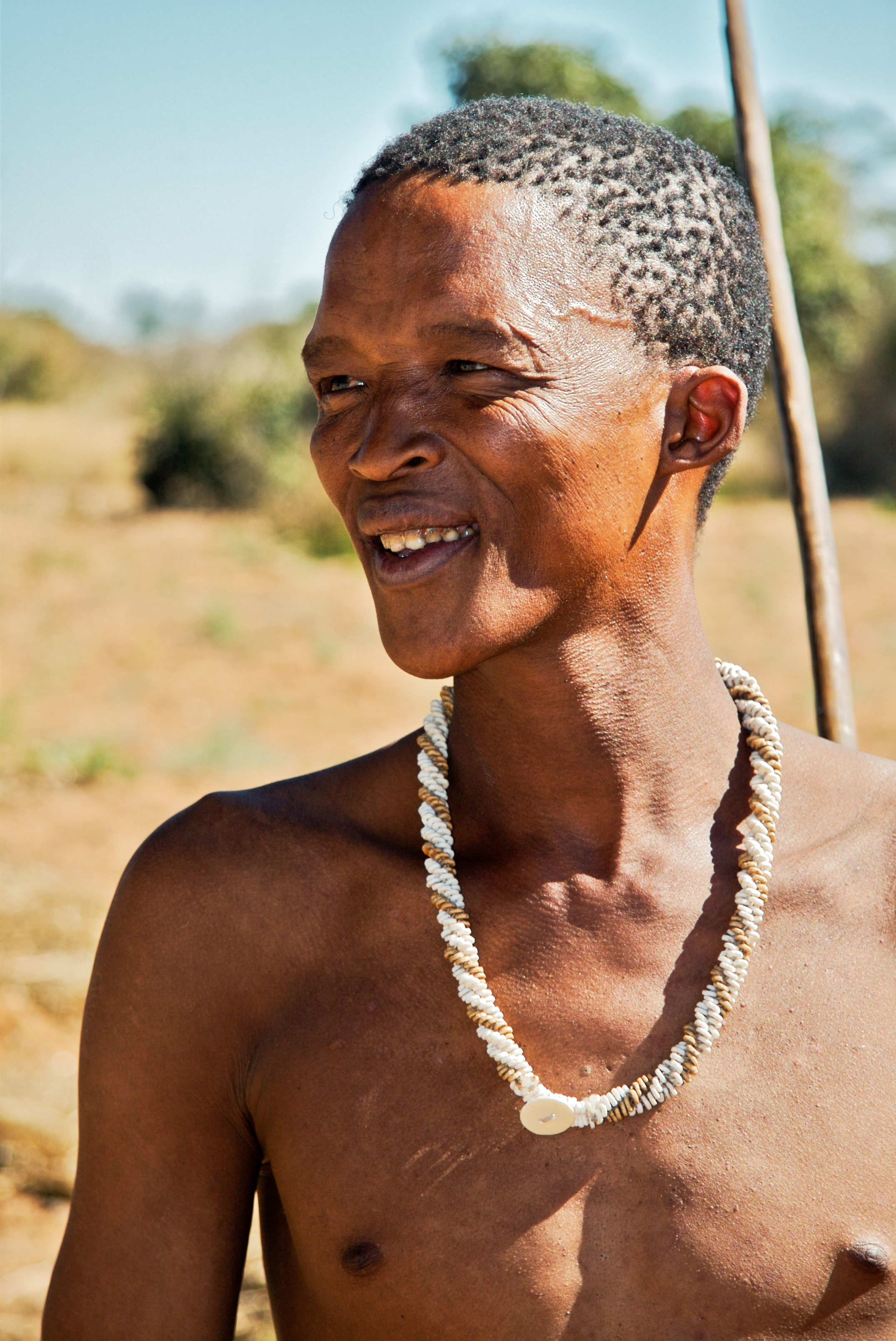
Szan (busman) vadász
Vadász-gyűjtögető család zsákmányszerzésre indul Venezuelában 1993-ban

## Fordítás
- Ez a szócikk részben vagy egészben  a   Hunter-gatherer című angol Wikipédia-szócikk ezen változatának fordításán alapul.  Az eredeti cikk szerkesztőit annak laptörténete sorolja fel. Ez a jelzés csupán a megfogalmazás eredetét és a szerzői jogokat jelzi, nem szolgál a cikkben szereplő információk forrásmegjelöléseként.